# Syrniki
Os syrniki (em russo:  сырники; em bielorrusso:  сырнікі; em ucraniano: сирники) são panquecas de queijo fresco tradicionais da culinária ucraniana, russa, bielorrussa, lituana e de algumas outras regiões eslavas. A massa é moldada em pequenos bolinhos que são fritos até ficarem dourados. Alguns do Leste Europeu os chamam de tvorozhniki (творо́жники), e na Ucrânia chamam-lhe syrnyky (em ucraniano:  сирники, transl. cheesecakes).

## Etimologia
O nome syrniki é derivado da palavra eslava syr (сыр), que significa requeijão macio. A língua ucraniana mantém o antigo sentido eslavo da palavra, como em domashnii syr (домашній сир, tradução literal 'queijo doméstico'), enquanto em russo, outra antiga palavra eslava para requeijão, nomeadamente a palavra tvorog (творог), é usada.

## Preparação
Eles são feitos principalmente com queijo cottage (queijo fresco), ovos, farinha e açúcar, às vezes adicionando extrato de baunilha. O syrnyky ou tvorozhniki são feitos de cremoso tvorog. Normalmente são servidos com varenye, geleia, smetana (creme de leite) e/ou manteiga derretida. Eles são tradicionalmente doces e servidos no café da manhã ou sobremesa, mas também podem ser salgados. A consistência deve permanecer levemente cremosa, enquanto os dois lados ficam levemente dourados.